# Lisičić
Lisičić falu Horvátországban Zára megyében. Közigazgatásilag Benkovachoz tartozik.

## Fekvése
Zárától légvonalban 37, közúton 46 km-re keletre, községközpontjától légvonalban 6, közúton 7 km-re keletre, Dalmácia északi részén, Ravni kotari és Bukovica tájegységek találkozásánál fekszik. Itt halad át a Benkovacról Knin és Skradin felé menő út.

## Története
Az emberi élet első nyomai az i. e. 5000 körüli időszakra nyúlnak vissza e vidéken. A falu területén a Dalmácia területén létezett első földművelő kultúra, a Šibenik melletti Danilo faluról elnevezett daniloi kultúra régészeti leletei kerültek elő.
Az itteni lakosság megélhetésének alapját már ősidők óta a kőfejtés, kőfaragás adta. Amint azt a szakemberek megállapították, az itteni kőfejtő anyagából épültek az ókori Asseria városának falai és az a vízvezeték is, amely a római várost a čatnjai források vízével ellátta. A római uralom idejéből számos apró lelet, főként üvegedények és cseréptöredékek kerültek elő.
A mai település neve is a régmúltra megy vissza, hiszen a Lasničić annak a tizenkét horvát nemzetségnek az egyike volt, melyet a középkori források említenek. Egy legenda a nevet összefüggésbe hozza egy aranykinccsel is, melyet egy nagy kő belsejében találtak. A környékbeli településekkel együtt 1527-ben elfoglalta a török és elnéptelenedett. A török kiűzése után itt nyílt meg a vidék első iskolája. A falu ezután 1797-ig a Velencei Köztársaság része volt. Miután a francia seregek felszámolták a Velencei Köztársaságot a campo formiói béke értelmében osztrák csapatok szállták meg. 1806-ban a pozsonyi béke alapján az Első Francia Császárság Illír Tartományának része lett. 1815-ben a bécsi kongresszus újra Ausztriának adta, amely a Dalmát Királyság részeként Zárából igazgatta 1918-ig. A településnek 1857-ben 222, 1910-ben 424 lakosa volt. Az első világháború után előbb a Szerb-Horvát-Szlovén Királyság, majd Jugoszlávia része lett. A második világháború idején 1941-ben a szomszédos településekkel együtt Olaszország fennhatósága alá került. Az 1943. szeptemberi olasz kapituláció után újra Jugoszlávia része lett. 1991-ben lakosságának 96 százaléka horvát nemzetiségű volt. 1991 szeptemberében a település szerb igazgatás alá került. A szerb agresszió során templomát és temetőjét lerombolták. A jugoszláv hadsereg által támogatott szerb szabadcsapatok az itt maradt lakosság körében háborús büntetteket követtek el. 1995 augusztuságban a Vihar hadművelet során foglalta vissza a horvát hadsereg. A háború után templomát újjáépítették. A falunak 2011-ben 263 lakosa volt, akik főként kőfejtéssel, mezőgazdasággal és állattartással foglalkoztak.

## Lakosság
| Lakosság változása | Lakosság változása | Lakosság változása | Lakosság változása | Lakosság változása | Lakosság változása | Lakosság változása | Lakosság változása | Lakosság változása | Lakosság változása | Lakosság változása | Lakosság változása | Lakosság változása | Lakosság változása | Lakosság változása | Lakosság változása |
| ------------------ | ------------------ | ------------------ | ------------------ | ------------------ | ------------------ | ------------------ | ------------------ | ------------------ | ------------------ | ------------------ | ------------------ | ------------------ | ------------------ | ------------------ | ------------------ |
| 1857               | 1869               | 1880               | 1890               | 1900               | 1910               | 1921               | 1931               | 1948               | 1953               | 1961               | 1971               | 1981               | 1991               | 2001               | 2011               |
| 222                | 334                | 292                | 298                | 376                | 424                | 512                | 592                | 512                | 542                | 561                | 528                | 426                | 358                | 268                | 263                |

## Nevezetességei
A Kisboldogasszony tiszteletére szentelt római katolikus templomát 1991-ben a szerbek lerombolták. 2000-ben a helyiek újjáépítették. A perušići plébánia filiája.

## Fordítás
Ez a szócikk részben vagy egészben  a   Lisičić című horvát Wikipédia-szócikk ezen változatának fordításán alapul.  Az eredeti cikk szerkesztőit annak laptörténete sorolja fel. Ez a jelzés csupán a megfogalmazás eredetét és a szerzői jogokat jelzi, nem szolgál a cikkben szereplő információk forrásmegjelöléseként.